# Volle Jahreswirkung
Der Begriff volle Jahreswirkung wird in Deutschland bei Gesetzentwürfen zur Darstellung der Auswirkung auf den Bundeshaushalt verwendet. Dabei wird die Wirkung für einen vollen Zeitraum von 12 Monaten angegeben. Die Grundlagen für den Aufbau der Gesetzesvorlagen der Bundesregierung definiert die Gemeinsame Geschäftsordnung der Bundesministerien (GGO) im Rahmen der Gesetzesfolgenabschätzung. Danach kann das Bundesfinanzministerium (BMF) im Benehmen mit dem Innenministerium (BMI) allgemeine Vorgaben machen.
Nach den Vorgaben des BMF soll die Kostenfolgenabschätzung grundsätzlich auf den Zeitraum des Finanzplans erstreckt werden.
Wenn die volle Wirksamkeit einer Maßnahme erst in einem Jahr außerhalb des Finanzplans eintritt, soll neben der Kostenwirkung für die Finanzplanjahre auch die Jahreswirkung im Jahr der vollen Wirksamkeit der Maßnahme angegeben werden.
So heißt es beispielsweise im Gesetzesentwurf der Bundesregierung zum „Abbau der kalten Progression“, die „Umsetzung der Tarifanpassungen führt in der vollen Jahreswirkung zu jährlichen Steuermindereinnahmen von insgesamt rd. 6 Mrd. Euro“. Diese Wirkung bezieht sich auf den Fall, dass belastende und entlastende Maßnahmen gleichzeitig voll wirken.
Verteilen sich Maßnahmen auf mehrere Haushaltsjahre, so ergibt sich die volle Jahreswirkung als Summe der Maßnahmen für jedes Jahr.
Allgemeines Beispiel
Die folgende Tabelle zeigt als fiktives Beispiel für jedes Kassenjahr die Mehr- und Mindereinnahmen im Vergleich zum Jahr 2013. Die Kindergelderhöhung wirkt im Vergleich zu 2013 jedes Jahr erneut. Hinzu kommen dann weitere Mehr- oder Mindereinnahmen.
| Volle Jahreswirkung auf den Haushalt (in Milliarden Euro) | Volle Jahreswirkung auf den Haushalt (in Milliarden Euro) | Volle Jahreswirkung auf den Haushalt (in Milliarden Euro) | Volle Jahreswirkung auf den Haushalt (in Milliarden Euro) | Volle Jahreswirkung auf den Haushalt (in Milliarden Euro) |
|                                                           | Kassenjahr                                                | Kassenjahr                                                | Kassenjahr                                                | Kassenjahr                                                |
| Einzelmaßnahme                                            | 2014                                                      | 2015                                                      | 2016                                                      | 2017                                                      |
| --------------------------------------------------------- | --------------------------------------------------------- | --------------------------------------------------------- | --------------------------------------------------------- | --------------------------------------------------------- |
| Kindergelderhöhung                                        | −4,6                                                      | −4,6                                                      | −4,6                                                      | −4,6                                                      |
| Steuersenkung                                             |                                                           | −2,7                                                      | −2,7                                                      | −2,7                                                      |
| Steuererhöhung                                            |                                                           |                                                           | +1,5                                                      | +1,5                                                      |
| Summe der Einzelmaßnahmen                                 | −4,6                                                      | −7,3                                                      | −5,8                                                      | −5,8                                                      |
| Volle Jahreswirkung                                       | −5,8                                                      | −5,8                                                      | −5,8                                                      | −5,8                                                      |
| (−) = Mindereinnahmen, (+) = Mehreinnahmen                |                                                           |                                                           |                                                           |                                                           |

Bei der Interpretation der Tabelle ist zu beachten, dass die vollständige Wirkung in einem vollen Veranlagungszeitraum festgestellt werden muss, auch wenn Maßnahmen zwar als Gesetz in Kraft sind, sich haushaltstechnisch aber erst später auswirken. Die Steuerentlastung tritt zwar ab dem Veranlagungszeitraum 2014 in Kraft, sie kann aber erst mit der Steuererklärung geltend gemacht werden. Dann tritt die Kassenwirkung auch erst ab 2015 ein. Die Steuererhöhung tritt zwar 2015 in Kraft, wirkt aber kassenmäßig erst 2016.